# Rue du Faubourg Saint-Honoré
Rue du Faubourg Saint-Honoré este o stradă din Paris, Franța. Relativ îngustă și greu de definit, mai ales în comparație cu Bulevardul Champs Élysées, aflat în apropiere, ea este cunoscută astăzi ca una dintre străzile cele mai luxoase din lume, datorită prezenței aici a majorității caselor de modă celebre pe plan mondial, a Palatului Élysée (reședința oficială a președintelui), a Hôtel de Pontalba (reședința ambasadorului Statelor Unite în Franța), a reședinței ambasadorului Canadei în Franța, a Ambasadei Marii Britanii și a numeroase galerii de artă.
Rue Saint-Honoré, din care se extinde astăzi rue du Faubourg Saint-Honoré, a fost la început un drum care se întindea către vest de la marginea de nord a Palatului Luvru. Saint Honoré, Honorius din Amiens, este sfântul patron francez al brutarilor.

## Istoric
Până în secolul al XVIII-lea, se aflau câteva sate dispersate în zona rurală care se întindea la vest de Luvru. Strada principală (un drum de pământ) din Roule, unul din sate, a devenit rue Neuve-Saint-Honoré; ea a fost pavată și flancată de câteva vile. Șoseaua fusese modernizată în secolul al XIX-lea pentru a permite creșterea traficului dinspre piața centrală a Parisului, Les Halles, către satele limitrofe. (Piața a fost mutată în 1971 din centrul Parisului în suburbia Rungis.)
Drumul s-a extins către marginea Parisului și a fost redenumit rue du Faubourg Saint-Honoré, când satul a devenit oficial o suburbie a Parisului; (foris burgem în limba latină înseamnă „în afara orașului”). Inițial, el se întindea până în Forêt de Rouvray („Pădurea Rouvray”), care acoperea o arie vastă la vest de Paris. Resturile acestei păduri sunt Bois de Boulogne, precum și cele 5.100 ha ale Forêt Domaniale de la Londe-Rouvray din Normandia.
Rue du Faubourg Saint-Honoré a fost încorporată în orașul Paris în 1860.

## Parisul contemporan
Cele mai noi stiluri de modă din Paris pot proveni din orice arondisment, dar, potrivit tradiției, indicatorul de încredere al stilului parizian se află de-a lungul a 10 blocuri de pe rue Saint-Honoré, din rue Cambon până în rue des Pyramides.

## Clădiri notabile

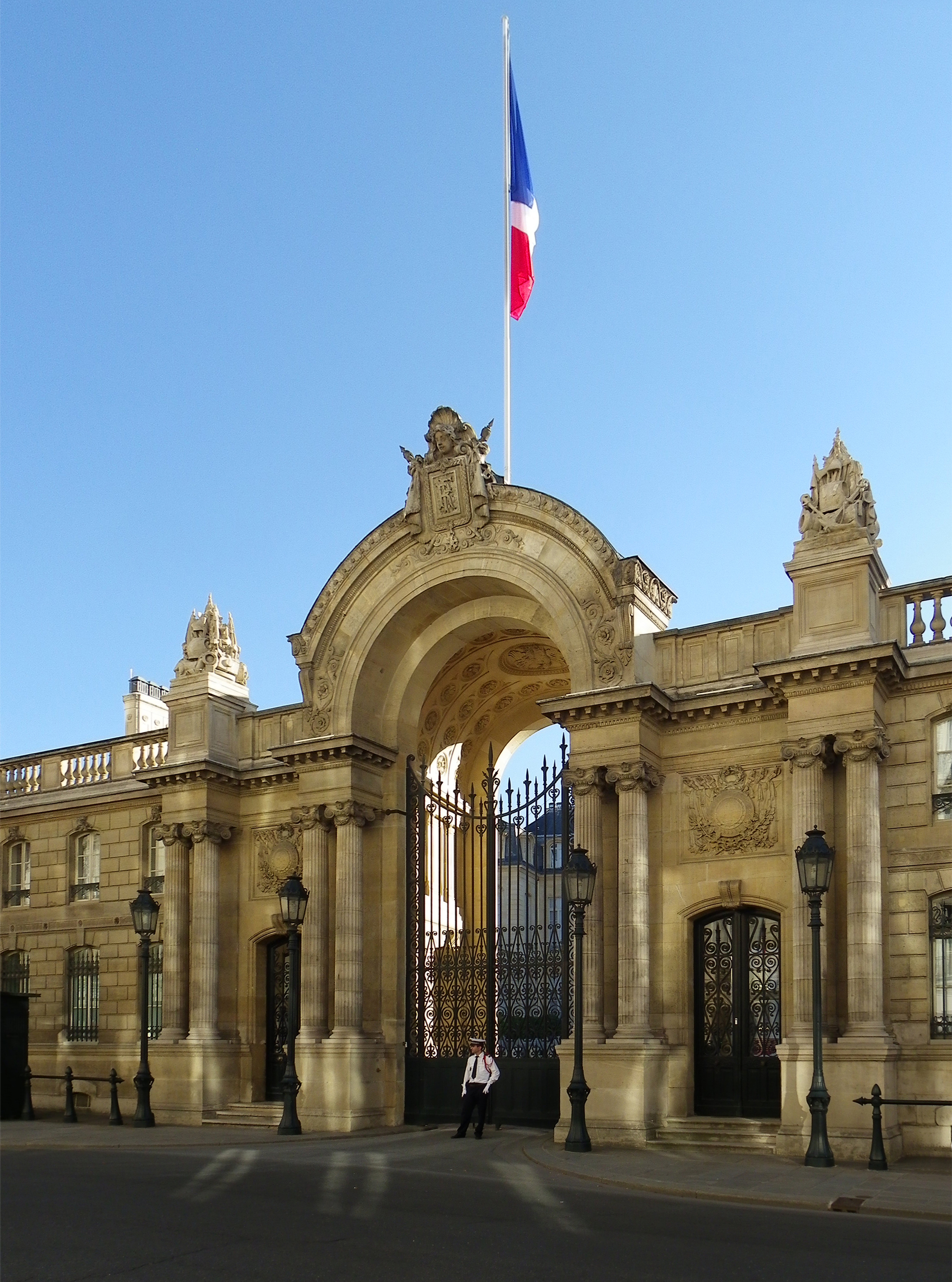
Poarta de intrare a Palatului Élysée, reședința oficială a președintelui Republicii Franceze

- No. 13: Fabergé et Cie - Fabergé Paris (1924-2001)
- No. 14: Atelierul și magazinul creatorului de modă Dominique Sirop, care a fost fondat în 1996 și se află ăn acest loc din 2000.
- No. 19: Parfumierul Jean-François Houbigant și-a stabilit magazinul „À la Corbeille de Fleurs” („La coșul cu flori”), în 1775.
- No. 22: Primul magazin al Lanvin, înființat inițial de Jeanne Lanvin în 1889.
- No. 24: Primul magazin al companiei Hermès, producătoare de mărfuri fine, înființată în 1837 și situată la această adresă din 1880.
- No. 29: Sediul central al Lancôme, companie de produse cosmetice înființată în 1935.
- No. 31: Hôtel Pillet-Will, reședința ambasadorului Japoniei în Franța.
- No. 33: Hôtel Perrinet de Jars, club al Cercle de l'Union interalliée, clădire pereche cu cea de la nr. 35, construită în 1713.
- No. 35: Clădirea Ambasadei Marii Britanii și Irlandei de Nord, achiziționată de guvernul britanic în 1947 și modificată.
- No. 39: Hôtel de Charost, reședința oficială a ambasadorului Marii Britanii în Franța..
- No. 41: Hôtel de Pontalba, construit de Louis Visconti în perioada 1842–1855, în prezent reședința ambasadorului SUA în Franța, a fost achiziționat de guvernul american în 1948.
- No. 55: Palatul Élysée, inițal Hôtel d'Évreux, completat și decorat pe la 1722; unde Napoléon a semnat abdicarea în favoarea fiului său la 22 iunie 1815; ea este în prezent reședința oficială a președintelui Republicii Franceze.
- No. 56: Birourile ediției franceze a revistei Vogue în clădirea Publications Condé Nast.
- No. 58: Léo Marciano Paris
- No. 59: Boutique Pierre Cardin.
- No. 69: Galerie d'Art Saint-Honoré.
- No. 71: Fosta adresă a Galeriei J. Le Chapelin în anii 1950 (acum închisă).
- No. 76: Galerie Charpentier, care adăpostește acum casa de licitații Sotheby's France.
- No. 96: Ministerul de Interne (în place Beauvau.)
- No. 101: Primul magazin și sală de ceai a companiei Dalloyau, o marcă gastronomică de lux.
- No. 112: Hôtel Le Bristol, un hotel de lux.
- No. 130: La mijlocul anului 2017, Ambasada Canadei și Centrul Cultural Canadian se vor muta în această clădire, care se află în proces de renovare.[3][4]
- No. 135: Reședința ambasadorului Canadei în Franța, cunoscută anterior ca Hôtel de Rigny sau Hôtel de Fels.[5]
- No. 154: Biserica Saint-Philippe-du-Roule.
- No. 222 : Mănăstirea dominicanilor. Organistul Adrien Rougier a cântat în biserica mănăstirii.
- No. 235: Clădirea studioului artiștilor construită de Gustave Eiffel prin 1850.
- No. 252: Salle Pleyel, o sală de concerte numită după Ignace Pleyel, un compozitor și confecționer de piane francez de origine austriacă.
- No. 260: Mariage Frères, o ceainărie de lux fondată în 1854.

## Stații de metrou
Rue du Faubourg Saint-Honoré este situată în apropiere de stațiile de metrou Saint-Philippe du Roule și Madeleine, unde opresc trenurile ce circulă pe liniile 2, 8, 9, 12 și 14.